# Estação Lo Valledor
A Estação Lo Valledor  é uma das estações do Metrô de Santiago,  situada em Santiago, entre a Estação Cerrillos e a Estação Presidente Pedro Aguirre Cerda. Faz parte da Linha 6.>
Foi inaugurada em 2 de novembro de 2017. Localiza-se no cruzamento da Avenida Carlos Valdovinos com a Avenida Maipú. Atende a comuna de Pedro Aguirre Cerda.
Além disso, terá ônibus em sua estação intermodal do Transantiago e uma combinação com o Metrotren Nos, uma vez que a linha ao sul está perto da futura estação, o que ajudará a reduzir a sobrecarga que a Estación Central está atualmente experimentando.